# Кременецькі Каменоломні
Кременецькі Каменоломні- історична пам'ятка місцевого значення в Україні в місті Кременець Тернопільської області.                                             

## Історія
Чіткої історичної дати відкриття кременецьких катакомб не засвідчено. Однак, є дві версії походження. Перша – недалеко входу в каменоломні є великий юдейський цвинтар. Надгробки, мовою івриту – мацеви, витесані в підземеллях гори. За іншою версією, з цього ж каменю зведені мури фортеці Бони.
10 лютого 2020 року почались дослідження троглофільних кажанів що там проживали.

## Про катакомби
Ходи в каменоломнях розвідані на три кілометри лабіринтів всередині гори. Подекуди їх ширина до 50 метрів.